# Luis Obdulio Arroyo Navarro
Luis Obdulio Arroyo Navarro (Los Amates, 21 giugno 1950 – Los Amates, 1º luglio 1981) è stato un religioso guatemalteco appartenente all'Ordine Francescano Secolare.

## Biografia
Luis Obdulio Arroyo Navarro era dipendente del municipio di Los Amates, in cui svolgeva l'attività di autista. Entra nell'ordine dei terziari francescani nel 1976 e nel medesimo anno gli venne conferito anche il mandato di catechista parrocchiale. Al termine di una riunione del Cursillos de Cristianidad tenutasi il 1 luglio 1981, viene ucciso assieme a padre Tullio Maruzzo.
Papa Francesco ha dato disposizione, il 9 ottobre 2017, di promulgare il decreto attestante il loro martirio, riconoscendo che tale omicidio è stato perpetuato in odium fidei.